# Crossodactylus cyclospinus
Espèce
Statut de conservation UICN

 DD  : Données insuffisantes
Crossodactylus cyclospinus est une espèce d'amphibiens de la famille des Hylodidae.

## Répartition
Cette espèce est endémique de l'État du Minas Gerais au Brésil. Elle se rencontre dans les municipalités de Santa Maria do Salto et de Cristália.

## Publication originale
- Nascimento, Cruz & Feio, 2005 : A new species of diurnal frog in the genus Crossodactylus Dumeril and Bibron, 1841 (Anura, Leptodactylidae) from southeastern Brazil. Amphibia-Reptilia, vol. 26, no 4, p. 497-505 (texte intégral).